# Keroeides mosaica
Keroeides mosaica is een zachte koraalsoort uit de familie Keroeididae. De koraalsoort komt uit het geslacht Keroeides. Keroeides mosaica werd in 1956 voor het eerst wetenschappelijk beschreven door Bayer. 